# 碧寨乡
碧寨乡，是中华人民共和国云南省保山市龙陵县下辖的一个乡镇级行政单位。

## 行政区划
碧寨乡下辖以下地区：
梨树坪村、麦子坪村、杨梅田村、中寨村、摆达村、滥坝寨村、碧寨村、天宁村、三家村、新林村、半坡村和坡头村。